# 유로칸산
유로칸산(영어: urocanic acid)은 L-히스티딘의 이화 대사에서의 대사 중간생성물이다.

## 물질대사
유로칸산은 히스티딘 암모니아-분해효소(또는 히스티디네이스라고도 함)의 작용을 통해 L-히스티딘으로부터 암모늄을 제거함으로써 형성된다.
간에서 유로칸산은 유로카네이스(또는 유로칸산 수화효소)에 의해 4-이미다졸론-5-프로피온산으로 전환되고, 이어서 글루탐산으로 전환된다.

## 임상적 중요성
유로카네이스의 유전적 결핍은 유로칸산뇨증으로 알려진 상태에서 소변의 유로칸산의 수준을 증가시킨다.
아토피 피부염 및 천식의 발병에 중요한 역할은 유로칸산의 피부 전구체인 필라그린에 기인한다.

## 기능
유로칸산은 동물의 땀과 피부에서 검출되었는 데, 다른 가능한 기능들 중에서도 UVB에 의해 유발된 DNA 손상에 대한 내인성 자외선 차단제나 광보호제로 작용한다. 유로칸산은 주로 피부의 각질층에서 발견되며, 대부분은 필라그린(히스티딘이 풍부한 단백질)의 이화 대사에서 유래한 것으로 보인다. UVB에 노출되면, 트랜스-유로칸산은 생체 외 및 생체 내에서 시스-유로칸산으로 전환된다. 시스-유로칸산은 조절 T 세포를 활성화시키는 것으로 알려져 있다.
일부 연구에서는 필라그린이 히스티딘을 형성하는 분해 메커니즘을 통해 피부 표면을 약산성으로 유지하는 데 중요한 역할을 하며, 이어서 트랜스-유로칸산을 생성한다고 한다. 그러나 다른 연구들은 필라그린–히스티딘–유로칸산 캐스케이드가 피부의 산성화에 필수적이지 않다는 것을 보여주었다.

## 역사
유로칸산은 1874년에 독일의 화학자 막스 자페(Max Jaffé)에 의해 개의 소변에서 처음으로 분리되어서, 그 이름(라틴어로 "urina"는 "소변(urine)"을 의미하고, "canis"는 "개(dog)"를 의미함)이 유래되었다.

## 같이 보기
- 히스티딘
- 이미다졸-4-온-5-프로피온산
- 히스티딘혈증
- 선천성 대사 이상